# Kentarō Asahi
Kentarō Asahi (jap. 朝日 健太郎, Asahi Kentarō; * 19. September 1975 in Kumamoto, Präfektur Kumamoto) ist ein japanischer Beachvolleyballspieler und Politiker (Liberaldemokratische Partei). Vorher war er auch im Volleyball aktiv und nahm an einer Weltmeisterschaft teil. Seit der Wahl 2016 repräsentiert er die Präfektur Tokio im Sangiin, dem Oberhaus des nationalen Parlaments. Von 2020 bis 2021 war er „politischer Sekretär“ im MLIT. 2022 wurde er mit 14,7 % der Stimmen an Platz 1 wiedergewählt.

## Karriere
Asahi begann seine Karriere im Hallen-Volleyball. Er spielte als Mittelblocker für die japanische Nationalmannschaft. Mit dem Team nahm er an der Weltmeisterschaft 1998 im eigenen Land teil. Die Japaner kamen als Gruppenzweiter in die zweite Runde, konnten anschließend allerdings kein Spiel mehr gewinnen.
2002 bildete Asahi ein Beachvolleyball-Duo mit Kōichi Nishimura und spielte in Berlin sein erstes Open-Turnier der FIVB World Tour. Im ersten gemeinsamen Jahr kamen Asahi/Nishimura nicht über den 41. Platz hinaus. 2003 spielten sie ebenfalls in Berlin ihren ersten Grand Slam und kamen auf den 25. Rang. Bei der Weltmeisterschaft in Rio de Janeiro gelang ihnen in den drei Gruppenspielen kein Sieg, so dass sie nach der Vorrunde ausschieden. Im folgenden Jahr erreichten sie auf der World Tour als beste Ergebnisse den 13. Rang in Carolina und dreimal den 25. Platz.
2005 bildete Asahi ein neues Duo mit Satoshi Watanabe. Die WM in Berlin begann für die Japaner mit einem Sieg gegen die Deutschen Klemperer/Koreng, bevor sie gegen Kjemperud/Skarlund aus Norwegen ihre erste Niederlage kassierten. Auf der Verlierer-Seite des Doppel-KO-Systems überstanden sie eine weitere Runde und schieden schließlich gegen die Kanadier Leinemann/VanHuizen aus. Später gelang ihnen bei den Espinho Open ein 13. Platz und in Kapstadt erreichten sie als Neunte erstmals die Top Ten.
Zum letzten Turnier 2006 in Acapulco trat Asahi bereits mit seinem neuen Partner Katsuhiro Shiratori an. Asahi/Shiratori wurden nach zwei neunten Plätzen bei der World Tour Vierte der Marseille Open. Wenig erfolgreich verlief der Auftritt bei der WM in Gstaad. Dort trafen die Japaner in der Vorrunde unter anderem auf die Titelverteidiger Fabio Luiz / Márcio Araújo aus Brasilien und verbuchten in drei Partien nur einen Satzgewinn. 2008 qualifizieren sie sich für die Olympischen Spiele in Peking. Dort erreichten sie trotz der Auftaktniederlage gegen die Deutschen Brink/Dieckmann als Gruppenzweiter das Achtelfinale, in dem sie sich wie zuvor bei der WM den brasilianischen Silbermedaillengewinnern geschlagen geben mussten. Das letzte Turnier des Jahres beendeten Asahi/Shiratori ebenso wie das erste Open-Turnier 2009 auf dem neunten Rang. Im weiteren Verlauf des Jahres kamen sie maximal auf den 17. Platz. Dasselbe Ergebnis gab es bei den Brasília Open 2010. Ansonsten gelang dem Duo keine vordere Platzierung mehr.
2011 spielte Asahi zunächst drei Turniere mit Shinpei Aoki, bevor er bei der Asienmeisterschaft wieder mit Shiratori zusammenkam und Fünfter wurde. 2012 nahmen Asahi/Shiratori in London zum zweiten Mal an einem olympischen Turnier teil. Mehr als ein Satzgewinn gegen die Tschechen Beneš/Kubala gelang ihnen in den Gruppenspielen nicht, so dass sie sich nach der Vorrunde verabschieden mussten.